# Шальные деньги (фильм, 2010)
«Шальные деньги» (швед. Snabba cash) — шведско-немецко-датский боевик режиссёра Даниэля Эспиносы, снятый по роману Йенса Лапидуса в 2010 году. Дистрибьютором фильма выступила компания «Nordisk Film». В главных ролях приняли участие: Юэль Киннаман, Матиас Варела и Лиза Хэнни. Триллер рассчитан на зрительскую аудиторию «16+». Премьера фильма состоялась 15 января 2010 года в Швеции. В России фильм вышел 14 октября 2010 года.

## Сюжет
В киноленте принимают участие молодой и наивный студент Йохан (Ю. В.), его новая девушка Софи, сбежавший из тюрьмы латиноамериканец, серб со своей дочкой, мечтающие уехать в Белград, и сама сербская мафия. Ю. В. одновременно учится и сотрудничает с Абдулкаримом и его бандитами, занимающимися торговлей кокаином. Главному герою обещают немалые деньги за помощь и пророчат счастливое будущее. Йохан знакомится с Софи, которая без ума от него. Сбежавший Хорхе открывает Йохану глаза пошире, объясняя ему, что Абдулкарим кинет Йохана, как только он перестанет быть им нужен. Йохан соглашается помочь сербу Мрадо, который вскоре убивает Абдулкарима и его банду. Главарь местной сербской мафии Радован сообщает в полицию о прибытии в страну наркотиков. В перестрелке с полицией Мрадо теряет своего кузена. В конце Мрадо оказывается серьёзно ранен. Непонятно, кто позаботится о его 8-летней дочурке, которая осталась дома одна. Йохан и Хорхе выживают, но Йохана арестовывает полиция, а Хорхе удаётся скрыться.

## Актёры
- Юэль Киннаман — Йохан «Ю. В.» Вестлунд
- Матиас Варела — Хорхе
- Драгомир Мрсич — Мрадо
- Лиза Хэнни — Софи
- Махмут Сувакси — Абдулкарим
- Джонс Данко — Фахди
- Лиа Стоянов — Ловиса, дочь Мрадо
- Деян Чукич — Радован
- Миодраг Стоянович — Ненад
- Юэль Спира — Ниппе
- Кристиан Хильборг — Карл
- Ян Вальдекранц — отец Карла
- Анника Рюберг Виттембури — Паола
- Фарес Фарес — Махмуд
- Александр Стокс — Фредрик
- Максим Ковалевский — серб в Гамбурге
- Даг Малмберг — отец Софи
- Тоне Хелли-Хансен — мать Софи
- Андреа Эдвардс — мать Ловисы
- Моника Алборноз — мать Хорхе
- и другие

## О фильме
Съёмки фильма начались в марте 2009 года в Стокгольме. Их также проводили в Гётеборге (Швеция) и Гамбурге (Германия).

## Успехи
В 2010 году фильм «Шальные деньги» был представлен на Берлинском кинофестивале, после чего им заинтересовался весь мир[12]. В первый же уик-энд в кинотеатрах Швеции было продано более 100 тысяч билетов.

## Премьеры
| Страна         | Дата премьеры         | Название                     |
| -------------- | --------------------- | ---------------------------- |
| Швеция         | 15 января 2010 года   | Snabba cash                  |
| Финляндия      | 1 апреля 2010 года    | Rahalla saa                  |
| Дания          | 19 августа 2010 года  | Snabba cash                  |
| Россия         | 14 октября 2010 года  | Шальные деньги               |
| Эстония        | 29 октября 2010 года  | Kiire raha                   |
| Франция        | 27 марта 2011 года    | Easy Money — L’argent facile |
| Венгрия        | 5 мая 2011 года       | Instant dohány               |
| Сербия         | 18 августа 2010 года  | Laka lova                    |
| Испания        | 26 августа 2011 года  | Dinero fácil                 |
| Германия       | 15 сентября 2011 года | Easy Money — Spür die Angst  |
| США            | 14 июня 2012 года     | Easy Money                   |
| Польша         | 5 октября 2012 года   | Szybki cash                  |
| Великобритания | 16 октября 2012 года  | Easy Money                   |

## Сиквелы
У данного фильма имеются продолжения истории, которые раскрывают соответственно кинокартины Шальные деньги: Стокгольмский нуар (2012) и Шальные деньги: Роскошная жизнь (2013).